# Prigonrieux

Prigonrieux este o comună în departamentul Dordogne din sud-vestul Franței. În 2009 avea o populație de 4.000 de locuitori.

## Evoluția populației
| An        | 1975  | 1982  | 1990  | 1999  | 2006  | 2009  |
| --------- | ----- | ----- | ----- | ----- | ----- | ----- |
| Populație | 2.461 | 3.093 | 3.721 | 3.956 | 3.850 | 4.000 |